# Skeppsvik
Skeppsvik och Sjöskogen – miejscowość (tätort) w Szwecji, w regionie administracyjnym (län) Södermanland, w gminie Nyköping.
Według danych Szwedzkiego Urzędu Statystycznego liczba ludności wyniosła: 241 (31 grudnia 2015), 224 (31 grudnia 2018) i 224 (31 grudnia 2019).